# James Akinjo
James Akinjo (Oakland, California, 27 de noviembre de 2000) es un baloncestista estadounidense que pertenece a la plantilla de los Wisconsin Herd de la G League. Con 1,85 metros de estatura, juega en la posición de base.

## Trayectoria deportiva

### Universidad
Jugó dos temporadas con los Hoyas de la Universidad de Georgetown, en las que promedió 13,4 puntos, 2,9 rebotes, 5,1 asistencias y 1,3 robos de balón por partido. Al término de la primera temporada fue elegido Freshman del Año de la Big East Conference e incluido en el mejor quinteto de novatos. El 2 de diciembre, se anunció que Akinjo había dejado el equipo e ingresaba en el portal de transferencias junto con varios otros jugadores de Georgetown. En siete partidos promedió 13,4 puntos, 4,4 asistencias y tres rebotes.
El 1 de enero de 2020 se conprometió con Arizona. Se le concedió una exención de elegibilidad inmediata el 1 de septiembre. Como junior, promedió 15,6 puntos y 5,4 asistencias por partido, ganándose un puesto en el mejor quinteto de la Pacific-12 Conference. El 31 de marzo de 2021 se declaró elegible para el Draft de la NBA de 2021 con posibilidad de regresar a la universidad.
Tras no ser elegido, fue transferido a los Bears de la Universidad Baylor. Allí jugó una última temporada, en la que promedió 13,5 puntos, 5,8 asistencias, 2,8 rebotes y 2,0 robos de balón por partido, que le valieron para ser incluido en el mejor quinteto de la Big 12 Conference y ser incluido de forma unánime en el tercer equipo All-American.

#### Estadísticas
| Año     | Equipo     | PJ | PT | MPP  | %TC  | %3P  | %TL  | RPP | APP | ROB | TPP | PPP  |
| ------- | ---------- | -- | -- | ---- | ---- | ---- | ---- | --- | --- | --- | --- | ---- |
| 2018–19 | Georgetown | 33 | 32 | 31.6 | .365 | .391 | .812 | 2.9 | 5.2 | 1.1 | .0  | 13.4 |
| 2019–20 | Georgetown | 7  | 7  | 30.7 | .337 | .242 | .813 | 3.0 | 4.4 | 2.0 | .0  | 13.4 |
| 2020–21 | Arizona    | 26 | 26 | 34.9 | .379 | .408 | .819 | 2.3 | 5.4 | 1.4 | .0  | 15.6 |
| 2021–22 | Baylor     | 32 | 32 | 33.1 | .383 | .295 | .835 | 2.8 | 5.8 | 2.0 | .0  | 13.5 |
| Total   | Total      | 98 | 97 | 32.9 | .373 | .354 | .820 | 2.7 | 5.4 | 1.6 | .0  | 14.0 |

### Profesional
Tras no ser elegido en el Draft de la NBA de 2023, firmó con los Atlanta Hawks para la Liga de Verano de la NBA. El 14 de octubre de 2022 firmó con los New York Knicks, pero fue despedido al día siguiente. El 23 de octubre se unió a la pretemporada de los Westchester Knicks. Jugó una temporada con los Knicks, en la que promedió 14,4 puntos y 6,5 asistencias por partido.
El 14 de septiembre de 2023, los derechos de Akinjo fueron traspasados a los Stockton Kings, y el 29 de septiembre firmó con los Sacramento Kings. Sin embargo, fue despedido el mismo día. El 9 de noviembre fue incluido en la lista de la noche inaugural de los Stockton Kings.
El 6 de febrero de 2024 fue traspasado a los Wisconsin Herd.